# Sirdar (Ägypten)

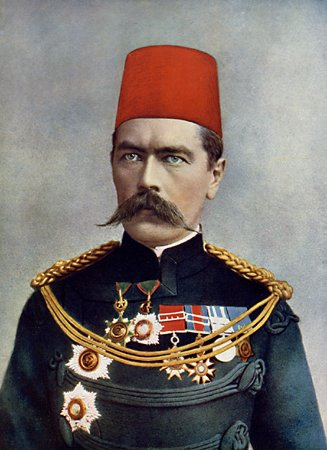
Kitchener in der Uniform eines Sirdars aus Celebrities of the Army, London 1900

Der britische Oberbefehlshaber der ägyptischen Armee in der Zeit der Britischen Herrschaft in Ägypten trug den Titel Sirdar. Nach der Besetzung Sudans war das Amt mit dem des Generalgouverneurs des Anglo-Ägyptischen Sudans verbunden.

## Geschichte
Im Zuge der Besetzung Ägyptens 1882 durch britische Truppen unter Garnet Joseph Wolseley während des Anglo-Ägyptischen Krieges, wurde die ägyptische Armee in der Schlacht von Tel-el-Kebir zerschlagen. Sie wurde anschließend unter dem Kommando von 25 britischen Offizieren und einem britischen Oberbefehlshabers neu aufgebaut. Die Amtsbezeichnung dieses Oberbefehlshabers war Sirdar. Zum ersten Sirdar wurde Evelyn Wood mit einem Jahresgehalt von 5000 £ ernannt. Sein Stellvertreter wurde Francis Grenfell, welcher 1885 das Amt übernahm.
Im Sudan, der ab 1821 unter ägyptische Herrschaft gekommen war, begann 1881 der Mahdi-Aufstand und führte zur Bildung eines eigenen Staates der Mahdisten. Im Juni 1889 griffen diese Wadi Halfa, den südlichsten Stützpunkt der anglo-ägyptischen Truppen an. Der Sirdar Grenfell übernahm selbst das Kommando an der sudanesischen Grenze und konzentrierte seine Truppen bei Toski. Dort kam es am 3. August zur Schlacht von Toski, in der die angreifende Streitmacht der Mahdisten vernichtet wurde.
Ab dem 9. April 1892 kommandierte Horatio Herbert Kitchener als Sirdar die ägyptische Armee. Bereits kurz nach seiner Ernennung begann er, an der Vorbereitung der ägyptischen Armee zur Rückeroberung des Sudans und zur Niederschlagung des Mahdi-Aufstands zu arbeiten. 1896 wurde schließlich ein britisch-ägyptisches Expeditionskorps unter seiner Führung in Marsch gesetzt. Am 2. September 1898 besiegte Kitchener die Mahdisten in der Schlacht von Omdurman. Das zurückeroberte Land wurde nicht an Ägypten zurückgegeben, sondern 1899 als anglo-ägyptisches Kondominium konstituiert. Kitchener wurde erster Generalgouverneur des Sudans. Die Ämter des Generalgouverneurs des Sudans und des Sirdars der ägyptischen Armee wurden bis 1936 vereint.
Nachdem Kitchener im Dezember 1899 Generalstabschef von Lord Roberts im Burenkrieg geworden war, übernahm Francis Reginald Wingate die Funktion des Generalgouverneurs des Sudans und des Sirdars. Am 1. Januar 1917 wurde Wingate Hochkommissar für Ägypten. Die Funktionen des Sirdars und des Generalgouverneurs des Sudans blieben bis 1924 verbunden. Generalmajor Lee Stack wurde während der Sudankrise am 19. November 1924 ermordet. Wegen seiner Ermordung übte die Regierung Großbritanniens politischen Druck auf Ägypten aus, der den Rücktritt Saad Zaghlul Paschas am 24. November 1924 zur Folge hatte.
Durch den Bündnisvertrag vom 26. August 1936 verzichtete Großbritannien auf bestimmte vorbehaltene Rechte in Ägypten und zog seine Truppen bis auf die Sueskanal-Zone zurück, wobei es sich aber das Zugriffsrecht auf das ägyptische Transport- und Kommunikationssystem im Kriegsfall sicherte. Zudem wurde die ägyptische Armee vollständig dem Oberbefehl des Königs unterstellt und das Amt des Sirdars abgeschafft.

## Residenz
Der Sirdar residierte im Gebäudekomplex Sirdaria im Stadtteil Zamalek von Kairo. Es war gleichzeitig das Hauptquartier des britischen militärischen Geheimdienstes in Ägypten.

## Liste der Sirdar
| Liste der Sirdar             | von  | bis  | Bild |
| ---------------------------- | ---- | ---- | ---- |
| Evelyn Henry Wood            | 1883 | 1885 |      |
| Francis Grenfell             | 1885 | 1892 |      |
| Herbert Kitchener            | 1892 | 1899 |      |
| Reginald Wingate             | 1899 | 1916 |      |
| Lee Oliver Fitzmaurice Stack | 1916 | 1924 |      |
| Charlton Watson Spinks       | 1924 | 1937 |      |